# Les Kuplic
James Leslie Kuplic, detto Les (Manitowoc, 23 settembre 1911 – Sheboygan Falls, 22 luglio 1968), è stato un cestista statunitense, professionista nella NBL.

## Carriera
Giocò per due stagioni nella NBL, disputando complessivamente 39 partite con 1,2 punti di media.